# Володар морів
«Володар морів» (англ. Master and Commander: The Far Side of the World) — американський фільм на військово-морську тематику.

## Сюжет
1806 рік. У Європі бушують наполеонівські війни. На борту британського корабля «Сюрприз» — життя, порушене цими подіями. Судном командує капітан Джек Обрі. Капітан Джек Обрі отримує завдання нейтралізувати фреґат, котрий значно перевершує його власний корабель за розмірами та чисельністю екіпажу. Після першої поразки у бою погоня за невловимим противником стає особистою справою капітана. «Сюрприз» змушений рятуватися утечею від французького суперфрегата «Ахерон», з яким зіштовхнувся біля мису Горн.
Одна з найвідоміших фігур на борту — хірург Стівен Метарін. Він не стільки навіть лікар, скільки вчений-натураліст. 

## Цікаві факти
- Фільм знятий за мотивами серії романів Патріка О'Браяна про капітана Джека Обрі та доктора Стівена Метьюріна.
- Перший в історії фільм, який знімався на Ґалапаґоських островах.
- У процесі зйомок використовувалося приблизно 2000 костюмів.
- Знімальний процес тривав близько 100 днів на студії Баха в Мексиці, і тільки 10 днів у морі. В той же період Disney знімали «Піратів Карибського моря» і тільки тому що Universal схаменулись першими, то вони орендували павільйон з найбільшим знімальним басейном в Голлівуді, де знімалися «Титанік» і «Перл-Харбор».
- Для зйомок фільму використовувалося два кораблі, один з яких, «Троянда», був точною копією фреґата «Раптовий». Другий корабель був точною копією «Троянди», він стояв у декораціях на кіностудії в Мексиці.

## У ролях
- Рассел Кроу — капітан Джек Обрі
- Пол Беттані — корабельний лікар Стівен Метьюрін
- Джозеф Морган — Вільям Верлі
- Джеймс Д'Арсі — лейтенант Том Пуллінґз
- Едвард Вудалл — лейтенант Вільям Мовлет
- Кріс Ларкін — капітан Ґовард
- Макс Піркіс — мічман Блейкні
- Девід Трелфелл — стюард капітана Пресервед Кіллік
- Макс Беніц — лейтенант Пітер Майлз
- Лі Інґлбі — мічман Голлом
- Річард Пейтс — мічман Вільямсон
- Біллі Бойд — стерновий Барретт Бонда
- Брайан Дік —	Джозеф Неґл
- Роберт П'ю — стерновий Джон Аллен
- Тоні Долан — корабельний столяр Лемб
- Ян Мерсер — боцман Голлар
- Джон ДеСантіс — Патрік Колман
- Патрік Ґаллагер — старший матрос Девіс
- Джордж Інес — старший матрос Джо Плесі

## Нагороди і номінації

### Оскар 2004
Переможець:
- Найкраща робота оператора
- Найкращий монтаж звуку

Номінації:
- Найкращий фільм
- Найкращий режисер (Пітер Вір)
- Найкращі декорації
- Найкращі костюми
- Найкращий звук
- Найкращий монтаж
- Найкращі візуальні ефекти
- Найкращий грим

### Золотий глобус 2004
Номінації:
- Найкращий фільм (драма)
- Найкраща чоловіча роль (драма) (Рассел Кроу)
- Найкращий режисер (Пітер Вір)

### Британська академія 2004
Переможець:
- Найкращі костюми
- Найкращий звук
- Найкраща робота художника-постановника
- Премія імені Девіда Ліна за досягнення в режисурі (Пітер Вір)

Номінації:
- Найкращий фільм
- Найкраща чоловіча роль другого плану (Пол Беттані)
- Найкраща робота оператора
- Найкращі візуальні ефекти